# Eddie Cheever III
Edward Mackay "Eddie" Cheever III (Rome, 6 juni 1993) is een Italiaans autocoureur. Hij is de zoon van de gepensioneerde Formule 1-coureur Eddie Cheever.

## Carrière

### Karting
Cheever begon zijn carrière in het karting in 2006, waarin hij in 2009 in de KF2 als vijftiende in het CIK-FIA Europese kampioenschap eindigde.

### Formule Renault
Cheever stapte in 2009 over naar het formuleracing in de Zwitserse en Italiaanse Formule Renault voor het team Jenzer Motorsport, waar hij respectievelijk als elfde en veertiende in het kampioenschap eindigde.

### Formule Abarth
In 2010 stapte Cheever over naar het nieuwe Formule Abarth-kampioenschap voor Jenzer. Hij behaalde één podiumplaats in de sprintrace in Varano en eindigde het seizoen als elfde in het kampioenschap.

### Formule 3
In 2011 stapte Cheever over naar het Italiaanse Formule 3-kampioenschap voor het team Lucidi Motors. Met podiumplaatsen in Misano, Adria en Mugello eindigde hij als negende in het kampioenschap.
In 2012 bleef Cheever in de Italiaanse Formule 3 rijden, maar nu voor het Prema Powerteam. Het kampioenschap was opgesplitst in een Italiaans en een Europees kampioenschap, waarin hij in beide kampioenschappen als tweede eindigde achter Riccardo Agostini.
Cheever rijdt in 2013 over naar het Europees Formule 3-kampioenschap voor Prema.

### Formule 1
Op 9 november 2012 testte Cheever een Ferrari Formule 1-auto Vallelunga als beloning voor zijn tweede plaats in de Italiaanse Formule 3.